# نادي كازالي لكرة السلة
نادي كازالي لكرة السلة (بالإيطالية: Junior Libertas Pallacanestro)‏ هو فريق كرة سلة إيطالي تأسس في سنة 1956 يقع في كازالي مونفيراتو، بييمونتي، إيطاليا. لعب في ليغا باسكيت الدرجة الأولى.

## أبرز اللاعبين
من أبرز اللاعبين الذين لعبوا معه:
- ميندوجاس كاتيليناس
- تروي بيل
- زابيان دودل

## وصلات خارجية
- الموقع الرسمي